# La tragica commedia o la comica tragedia di Mr Punch
La tragica commedia o la comica tragedia di Mr Punch o semplicemente Mr Punch è un graphic novel sceneggiato da Neil Gaiman e disegnato da Dave McKean, pubblicato nel 1994.

## Trama
Un ragazzino viene mandato dai nonni al mare per tre settimane, mentre la mamma aspetta di partorire la sorellina. Il ragazzino frequenta il piccolo e malinconico baraccone di attrazioni che il nonno ha allestito, e lì incontra personaggi come il vecchio prozio Morton, un misterioso burattinaio – professore del Punch e Judy – con un oscuro passato e una donna che si guadagna da vivere recitando la sirena. Questi sono gli adulti che il ragazzino cerca di comprendere, e che attraversano le vicende della sua famiglia, rivelando frammenti di storie di crimini e tradimenti, di gravidanze indesiderate, di violenza e forse anche di omicidio.

## Personaggi e temi
I personaggi attorno ai quali si svolge la storia sono i nonni del protagonista, in particolare il nonno paterno, il prozio Morton, il burattinaio Swatchell, la donna che recita la sirena nel baraccone di attrazioni del nonno del protagonista.
Il graphic novel segue i ricordi d'infanzia del narratore, in particolare delle tre settimane passate dai nonni a Portsmouth. Il racconto si intreccia con la storia tradizionale del teatrino del Punch e Judy inglese, Il ragazzino viene introdotto a Mr Punch mentre è a pesca con suo nonno, ma poi lo incontra, insieme a un misterioso 'professore' (l'uomo del Punch e Judy), in varie altre occasioni.
Come molti dei lavori di Gaiman, un tema importante in questo graphic novel è la memoria e l'inaffidabilità dei propri ricordi, che raccontano del tradimento e delle bugie degli adulti nei confronti dei bambini, e della paura dell'ignoto, mentre la tragica commedia di Mr Punch e i suoi burattini senza tempo fanno da controcanto a questa fiaba nera sull'infanzia e la perdita dell'innocenza. La stessa storia tradizionale di Mr Punch è carica di eventi tragici e di inganni. Mr Punch infatti uccide il suo bambino e poi anche sua moglie Judy e il poliziotto che viene ad arrestarlo, dopodiché inganna un fantasma, un coccodrillo e un dottore, convince il boia a salire sul patibolo al suo posto e, alla fine della storia, addirittura sconfigge il diavolo in persona.
Dave McKean illustra il Mr Punch con il suo stile unico, fatto di una sovrapposizione di tecniche diverse, che sottolinea il continuo mescolarsi di realtà e fantasia: infatti, i personaggi “reali” della storia sono rappresentati come caricature da fumetto mentre i burattini del Punch e Judy sono resi con fotografie. Intervistato sull'argomento in occasione del Comicon di Napoli del 2014, McKean dichiara che “le immagini possono essere di qualsiasi tipo, disegno, collage, fotografie…questa è la definizione che mi basta. Le fotografie sono interessanti perché le persone credono molto nelle immagini fotografate. Credono che siano più “vere”. Ovviamente non è così. (…) Non a caso nel libro ho utilizzato le foto per narrare le parti che non sono reali, mentre la vicenda effettiva l'ho disegnata. Spero che le persone comprendano il messaggio.”

## Edizioni italiane
Le ristampe italiane del graphic novel includono le seguenti edizioni:
- La tragica commedia o la comica tragedia di Mr Punch, Magic Press Edizioni, 2001, ISBN 9783829028530.
- La tragica commedia o la comica tragedia di Mr Punch, Arnoldo Mondadori Editore, 2005, ISBN 8804548304.
- La tragica commedia o la comica tragedia di Mr Punch, Edizioni BD, 2014, ISBN 8866349186.